# فیلیپ آنزیانی
فیلیپ آنزیانی (فرانسوی: Philippe Anziani‎؛ زادهٔ ۲۱ سپتامبر ۱۹۶۱) بازیکن و مربی سابق فوتبال اهل فرانسه است.
از باشگاه‌هایی که در آن بازی کرده‌است می‌توان به باشگاه فوتبال نانت، باشگاه فوتبال سوشو، و باشگاه فوتبال موناکو اشاره کرد.
وی همچنین در تیم ملی فوتبال فرانسه بازی کرده‌است.